# Vicky Lagos
Amelia Victoria Goyanes Muñoz (Madrid, 23 de junio de 1938), conocida como Vicky Lagos, es una actriz española.

## Biografía
Nieta del actor Alfonso Muñoz; hija de la actriz Mimí Muñoz y de Vittorio De Sica, hermana mayor de Mara, Concha y María José Goyanes. También hermana de Pepe Goyanes. Comienza su actividad artística en el mundo de la Revista, actuando como segunda vedette en la Compañía de Celia Gámez.
El éxito cosechado con la representación Te espero en Eslava le permite iniciar su carrera cinematográfica con Las muchachas de azul, de Pedro Lazaga. Su paso por el cine, aunque intenso en un primer momento, no se prolonga más allá de 1966 y sus intervenciones posteriores han sido muy esporádicas.
A partir de mediados de los años sesenta, se concentra pues en el teatro y forma su propia Compañía con su marido, el también actor Ismael Merlo, con el que había contraído matrimonio en 1973, destacando el éxito que cosechan con la obra El grito.
En 1998 volvió a la televisión para interpretar a Begoña en la serie El Súper, historias de todos los días y en 2007 para colaborar en la serie Como el perro y el gato, junto a Arturo Fernández.
Estuvo unida sentimentalmente al actor Ismael Merlo hasta su muerte en 1984. Tuvieron un hijo, David.

## Filmografía

### Cine
| Año  | Título                                 | Personaje    | Dirección                                    |
| ---- | -------------------------------------- | ------------ | -------------------------------------------- |
| 2012 | Pacto de hermanas (cortometraje)       | Emilia       | Mariana Barassi                              |
| 2003 | Gente guapa, gente importante          | Margot       | Ramón Ballesteros y José Luis Sánchez Codina |
| 1994 | Justino, un asesino de la tercera edad | La Chata     | Santiago Aguilar y Luis Guridi               |
| 1987 | Policía                                | Manoli       | Álvaro Sáenz de Heredia                      |
| 1985 | Aurora (cortometraje)                  |              | Antonio Flores                               |
| 1985 | Luces de bohemia                       | La pisa bien | Miguel Ángel Díez                            |
| 1983 | Truhanes                               | Amparo       | Miguel Hermoso                               |
| 1977 | Abortar en Londres                     | Esperanza    | Gil Carretero                                |
| 1976 | La otra alcoba                         | Dama         | Eloy de la Iglesia                           |
| 1972 | La semana del asesino                  | Rosa         | Eloy de la Iglesia                           |
| 1967 | Cinco pistolas de Texas                | Sara         | Juan Xiol Marchal y Ignacio Iquino           |
| 1966 | Las salvajes en Puente San Gil         | Magda        | Antoni Ribas                                 |

### Series de televisión
| Año       | Título                        | Personaje       | Canal     |
| --------- | ----------------------------- | --------------- | --------- |
| 2007      | Como el perro y el gato       | Flora           | La 1      |
| 2004      | ¿Se puede?                    | Nisceas         | La 1      |
| 2003      | Hospital Central              | Concepción      | Telecinco |
| 1998      | Señor alcalde                 | Clarisa         | Telecinco |
| 1997-1998 | Querido maestro               | Josefina        | Telecinco |
| 1996      | Médico de familia             | Tia de la Juani | Telecinco |
| 1994-1997 | Canguros                      | Lola            | Antena 3  |
| 1993      | Los ladrones van a la oficina | Pepa            | Antena 3  |
| 1993      | Lleno, por favor              | Nuera de Jaime  | Antena 3  |
| 1987      | Candel                        |                 | TV3       |
| 1973-1983 | Estudio 1                     | Manoli          | La 2      |
| 1974      | Ficciones                     | Ángela          |           |

- Fin de semana (1964)
- La niña de luto (1964)
- El pecador y la bruja
- Chica para todo (1963)
- Los dos rivales (1960)
- Altas variedades (1960)
- El amor que yo te di (1960)
- Los últimos días de Pompeya (1959)
- El hijo del corsario rojo (1959)
- Parque de Madrid (1959)
- La Tirana (1958)
- Las chicas de la Cruz Roja (1958)
- Una muchachita de Valladolid (1958)
- ¡Viva lo imposible! (1958)
- Secretaria para todo (1958)
- Entierro de un funcionario en primavera (1958)
- Saeta del ruiseñor (1957)
- Las muchachas de azul (1957)

## Teatro (selección)
- Las salvajes en Puente San Gil (1963)[3]
- Dos sin tres (1968)
- Cita los sábados (1968)
- Estado civil: Marta (1969).
- Oye, Patria, mi aflicción (1978).
- Bodas que fueron famosas del Pingajo y la Fandanga (1978)[4]
- La vieja señorita del Paraíso (1980).
- El grito (1982).
- Luces de Bohemia (CDN, dirección de Lluís Pascual, 1984)
- Las galas del difunto (1986).
- La enamorada del rey (1986)
- Yerma (1986).
- Los españoles bajo tierra (1992).
- Fortunata y Jacinta (1994).[5]
- Títeres de la luna (1994), de Jorge Márquez
- Picospardo's (1995)
- Doña Rosita la soltera (1998).
- Romeo y Julieta (2000).
- Cómo aprendí a conducir (2002).
- Historia de una escalera (2003).